# دانشگاه غرب جورجیا
دانشگاه غرب جورجیا یک دانشگاه دولتی در کارولتون، جورجیا است. این دانشگاه یک پردیس ماهواره ای در نیونان، کلاس‌های منتخب در مرکز داگلاسویل و کلاس‌های مطالعات موزه خارج از دانشگاه در مرکز تاریخ آتلانتا در آتلانتا ارائه می‌دهد. در مجموع ۱۳٬۲۳۸ دانشجو، از جمله ۱۰٬۴۱۱ در مقطع کارشناسی و ۲٬۸۲۷ فارغ‌التحصیل، تا پاییز ۲۰۱۹ ثبت نام کرده‌اند. این دانشگاه همچنین یکی از چهار دانشگاه جامع در سیستم دانشگاهی گرجستان است. دانشگاه غرب جورجیا از سال ۱۹۸۰ تا ۱۹۸۱ یک «کتاب حقایق» حاوی داده‌های آماری، تجزیه و تحلیل روند، و نکات برجسته تفسیری در مورد موضوعات مختلف مرتبط با دانشگاه منتشر کرده‌است. تمام نسخه‌های کتاب حقایق دانشگاه غرب جورجیا در دفتر ارزیابی و اثربخشی نهادی نگهداری می‌شود. علاوه بر این، تمام کتاب‌های حقایق از سال ۱۹۸۰ تا ۱۹۸۱ به صورت آنلاین در دسترس هستند.